# Chalon (Adelsgeschlecht)

Wappen des Hauses Chalon als Fürsten von Orange

 Chalon ist eine Linie des Hauses Burgund-Ivrea (siehe auch Stammliste des Hauses Burgund-Ivrea).

## Geschichte
Es entstand durch den Tausch der Grafschaften Chalon und Auxonne gegen die Herrschaft Salins, die Graf Johann der Weise (Jean le Sage) am 15. Juni 1237 mit Hugo IV., Herzog von Burgund, vornahm. Die Erinnerung an den alten Besitz blieb lediglich dadurch erhalten, dass Johanns Kinder den Familiennamen de Chalon annahmen.
Die Familie teilte sich bereits in dieser Generation in drei Linien auf, entsprechend den drei Ehen Johanns:
1. Die älteste Linie erhielt die Herrschaft Salins und erwarb durch Heirat die Freigrafschaft Burgund und die Grafschaft Mömpelgard; sie starb 1367 aus
2. Die zweite Linie erhielt die Herrschaften Rochefort und Châtelbelin und erwarb durch Heirat die Grafschaften Auxerre und Tonnerre; sie starb Mitte des 15. Jahrhunderts aus
3. Die dritte Linie erhielt die Herrschaft Arlay und erwarb durch Heirat das Fürstentum Orange; sie starb 1530 aus.

## Stammliste
1. Johann I. der Weise (Jean le Sage) (auch „der Alte“ – «l’Antique»), * wohl 1195, † 30. September 1267, 1227/37 (Pfalz)Graf von Burgund, 1233/37 Graf von Chalon und Auxonne, 1237 Herr von Salins; ⚭ I Januar 1214 Mahaut von Burgund, † 26. März 1242, Tochter von Hugo III., Herzog von Burgund (Älteres Haus Burgund); ⚭ II 1242/43 Isabelle de Courtenay, † 22. September 1257, Tochter von Robert de Courtenay, Seigneur de Champignelles (Haus Frankreich-Courtenay); ⚭ III 1258 Laurette de Commercy, † 3. Oktober 1275, Tochter von Simon II. (Maison de Broyes) – Vorfahren siehe Stammliste des Hauses Burgund-Ivrea, seine Nachkommen führen den Familiennamen de Chalon
  1. (I) Hugo (Hugues), * 1220, † 1266 nach dem 12. November, Seigneur de Salins, 1248 (Pfalz)graf von Burgund; ⚭ (Ehevertrag vom 1. November 1236) Adelheid von Andechs-Meranien, 1248 (Pfalz)gräfin von Burgund, † 8. März 1279, Tochter von Otto I. von Andechs, Herzog von Meranien (Andechs (Adelsgeschlecht)), sie heiratete in zweiter Ehe am 11. Juni 1267 Philipp I., Graf von Savoyen, † 1285 (Haus Savoyen)
    1. Otto IV., * vor 1248, † 26. März 1303, 1279 (Pfalz)graf von Burgund; ⚭ I 1263 Philippa von Bar, 1272 bezeugt, Tochter von Theobald II., Graf von Bar (Haus Scarponnois); ⚭ II Januar 1285 Mathilde, Gräfin von Artois, Pair von Frankreich, * wohl 1268, † 27. Oktober 1329, Tochter von Robert II., Graf von Artois (Haus Frankreich-Artois)
      1. (I) Alix, 1279 bezeugt, † nach 31. Januar 1285
      2. (II) Robert, * 1300, † 1315, 1302 Graf von Burgund
      3. (II) Johanna II., * vor 15. Januar 1292, † 21. Januar 1330, 1315 (Pfalz)gräfin von Burgund; ⚭ Januar 1307 Philipp V., † 3. Januar 1322, 1316 König von Frankreich und Navarra (Kapetinger)
      4. (II) Blanka, * wohl 1295, † zwischen 5. Juli 1325 und 5. April 1326 als Nonne in Maubuisson; ⚭ 1308, geschieden 1322, Karl IV., † 1. Februar 1328, 1322 König von Frankreich und Navarra (Kapetinger)

    2. Hugo, 1282/1312 bezeugt, Seigneur de Montbouson, d‘Aspremont, de Frasans, d‘Orchamps etc.; ⚭ I 5. Juli 1282 Boha von Savoyen, * wohl 1275, † 1300, Tochter von Amadeus V., Graf von Savoyen (Haus Savoyen); ⚭ II Margarete von Pfirt, Tochter von Ulrich II., Graf von Pfirt (Haus Scarponnois)
    3. Stephan, † 4. April 1299 in Rom, Domherr in Besançon
    4. Reinald, 1269 bezeugt, † 9. August 1322, 1282 Graf von Mömpelgard; ⚭ vor 15. Mai 1282 Guillemette de Neuchâtel, Gräfin von Mömpelgard, † Juli oder September 1317, Tochter von Graf Amadeus († 1288; Haus Neuenburg)
      1. Johanna, † zwischen 26. August 1347 und 11. September 1349, Dame d‘Héricourt, de Belfort et de Chastelot 1295; ⚭ I 1293 vor dem 28. Juli Ulrich III. Graf von Pfirt, † 11. März 1324; ⚭ II 1325 Rudolf Hesso, wohl 1297 Markgraf von Baden, † 17. August 1335 (Zähringer); ⚭ III vor 22. August 1339 Wilhelm II. Graf von Katzenelnbogen, † 1385 vor dem 25. Oktober
      2. Agnes, * wohl 1295, † 1367, 1321 Gräfin von Mömpelgard; ⚭ 24. April 1320, Heinrich I. von Montfaucon, 1321 Graf von Mömpelgard, † 1367 vor dem 5. Dezember
      3. Alix, 13. Mai 1362 bezeugt; ⚭ I Jean II. de Chalon, 1304 Graf von Auxerre und Tonnerre, X 26. August 1346 in der Schlacht von Crécy (Haus Chalon); ⚭ II Louis de Vienne, Seigneur d’Antigny (Haus Burgund-Ivrea)
      4. Stephan, enterbt
      5. Othenin, 1322 bezeugt, † 1338

    5. Heinrich, † in Gefangenschaft
    6. Henri; ⚭ Isabeau de Villars
    7. Alix, 1270 geistlich in Abtei Fontevrault
    8. Johann I., † 1301/03, Seigneur de Montaigu, de Montrond, Fontenoy, Choix, Chastelet, de Buffart, de Chislé, de Liele et de Fauvernay; ⚭ Margareta von Blâmont, 1296/1340 bezeugt, Tochter von Heinrich I. (Wigeriche), sie heiratete in zweiter Ehe um 1303 Theobald, Graf von Pfirt
      1. Henri, 1309/1340 bezeugt, Ritter, Seigneur de Montaigu; ⚭ I Mathilde de Champlitte, † wohl 1330, Erbtochter von Simon, Seigneur de La Marche, Witwe von Gautier II., Sire de Montfaucon; ⚭ II (Ehevertrag 9. Februar 1337) Isabeau de Thoire et de Villars, Tochter von Humbert und Eleonore de Beaujeu
        1. (II) Jean II., † 6. Dezember 1373, Seigneur de Montaigu et de Joinville; ⚭ I Marie de Châteauvillain, † 1367 nach Februar, Tochter von Jean III. (Maison de Broyes), ⚭ II 1367 Margarete von Joinville, * Januar 1354, † 28. April 1417, 1365 Gräfin von Vaudémont, Dame de Joinville, Tochter von Henri de Joinville, 1347 Graf von Vaudémont, sie heiratete in zweiter Ehe Pierre, Graf von Genf, † 1392, und in dritter Ehe zwischen 4. Juni und 19. Juli 1393 Friedrich von Rümmingen, Graf von Vaudémont, X 25. Oktober 1415 in der Schlacht von Azincourt (Haus Châtenois)
        2. (II) Marguerite, Dame de Montaigu, de Montrond, den Fontenoy etc.; ⚭ Thibaut VI. de Neufchâtel-en-Bourgogne, 1373/1407 bezeugt

    9. Elisabeth, † 9. Juli 1275, als Witwe geistlich in Freiburg im Breisgau; ⚭ (Ehevertrag vom 27. Januar 1254) Hartmann V., 1229 Graf von Kiburg, † 3. September 1263
    10. Guye, † 24. Juni 1316; ⚭ Mai 1274 Thomas III. von Savoyen, Graf von Maurienne und Piemont, † 15. Mai 1282 (Haus Savoyen)
    11. Agnes, 1249/66 bezeugt; ⚭ (Ehevertrag 15. April 1259) Philipp II. von Vienne, 1249/79 bezeugt (siehe oben)
    12. Hippolyte, Dame de Saint-Vallier; ⚭ 1270 Aymar III. de Poitiers, Comte de Valentinois et de Diois (Haus Poitiers-Valentinois)
    13. Marguerite, geistlich in der Abtei Fontevrault
    14. ? Jacqueline, 1285 geistlich in Romorantin

  2. (I) Elisabeth, † 31. März 1277; ⚭ I Heinrich von Vienne, † 1233; ⚭ II Ulrich II., Graf von Pfirt, † 1. Februar 1275; ⚭ III Henri de Vergy, Seneschall von Burgund, † 27. Oktober 1258 (Haus Vergy)
  3. (I) Marguerite, † 1262; ⚭ I Henri de Brienne, Seigneur de Venizy; ⚭ II 1250 Guillaume I. de Courtenay, Seigneur de Champignelles, † 1280 (Haus Frankreich-Courtenay)
  4. (I) Blanche, † 1306; ⚭ I 1260 Guichard V. de Beaujeu, genannt de Vincelles, † 9. Mai 1265 (Haus Beaujeu); ⚭ II 1268 Béraud IX. de Mercœur, Gouverneur der Champagne, † vor 1285
  5. (I) Jeanne, † 1265/68; ⚭ Jean de Cuiseaux
  6. (II) Johann (Jean) I., * wohl 1243, † 1309 vor dem 10. November, 1267 Seigneur de Rochefort et de Châtelbelin, 1276 Graf von Auxerre, 1292 Graf von Tonnerre; ⚭ I 1257 Isabella von Lothringen, † Mai 1266, Tochter von Matthäus II., Herzog von Lothringen (Haus Châtenois), Witwe von Guillaume IV. de Vienne (siehe unten); ⚭ II 1. Dezember 1268 Alix von Burgund, 1273 Gräfin von Auxerre, 1279 Dame de Saint-Aignan, * wohl 1254, † 1290, Tochter von Odo von Burgund, Graf von Auxerre, Nevers und Tonnerre (Älteres Haus Burgund); ⚭ III 5. September 1290 Marguerite de Beaujeu, 1338 bezeugt, Tochter von Louis, Sire de Beaujeu, und Eleonore von Savoyen (Haus Albon) – Nachkommen siehe unten, Zweig Auxerre
  7. (II) Mahaut, geistlich zu Sauvement
  8. (II) Robert, † nach 1245
  9. (II) Stephan (Étienne), † 1302, Seigneur de Bouvres et de Montenot; ⚭ vor 1262 Jeanne de Vignory, Tochter von Gautier und Alix von Lothringen
    1. Jean, Seigneur de Vignory; ⚭ April 1293 Margarete von Savoyen, † 27. April 1313, Tochter von Ludwig, Baron de Vaud, sie heiratete in zweiter Ehe am 21. Juni 1309
    2. Étienne, Seigneur de Saint-Laurent-de-la-Roche; ⚭ Jeanne de Saint-Vérain
    3. Jeanne; ⚭ Guillaume IV. de Dampierre, Seigneur de Saint-Dizier, † nach 1304 (Haus Dampierre)

  10. (II) Peter (Pierre, Pierrin) genannt „le Bouvier“, † zwischen 21. Juli 1272 und 29. April 1274, Seigneur de Châtelbelin; ⚭ 21. Oktober 1258 Beatrix von Savoyen, † 23. Februar 1292, Tochter von Amadeus IV., Graf von Savoyen (Haus Savoyen), sie heiratete in zweiter Ehe Manuel, Infant von Kastilien, Señor de Escalona y Peñafiel, † Dezember 1283 (Haus Burgund-Ivrea)
  11. (II) Marguerite, 1263 Äbtissin in Château-Chalon
  12. (II) Guillemette, 1261 Äbtissin in Battaut
  13. (III) Johann I. (Jean I.), * 1259, † nach 16. April 1316, 1267 Seigneur d’Arlay, 1297/98 Marschall des Bischofs von Lüttich (d. h. seines Bruders Hugo); ⚭ I (Ehevertrag vom 26. September 1272) Margarete von Burgund, 1300 Dame de Vitteaux, † nach 1300, Tochter von Hugo IV., Herzog von Burgund (Älteres Haus Burgund); ⚭ II um 1312 Alix von Flandern, Tochter von Wilhelm IV. ohne Land, Herr von Dendermonde und Crèvecœur (Haus Dampierre) – Nachkommen siehe unten: Zweig Arlay
  14. (III) Hugo (Hugues) genannt „der Taube“ („le Sourd“), † 1312 nach 19. Februar, Archidiakon in Laon, 1295 Bischof von Lüttich, 1301 abgesetzt, 1301 Erzbischof von Besançon
  15. (III) Marguerite, † 1328, Dame de Montreal 1265; ⚭ (Ehevertrag vom 1. Juni 1285) Hugo von Burgund, Seigneur de Villaines-en-Duesmois, † Januar 1288 (Älteres Haus Burgund)
  16. (III) Agnes, † Ende 1350; ⚭ Amadeus II., Graf von Genf, † 22. Mai 1308

## Zweig Auxerre
1. Johann (Jean) I., * wohl 1243, † 1309 vor dem 10. November, 1267 Seigneur de Rochefort et de Châtelbelin, 1276 Graf von Auxerre, 1292 Graf von Tonnerre; ⚭ I 1257 Isabella von Lothringen, † Mai 1266, Tochter von Matthäus II., Herzog von Lothringen (Haus Châtenois), Witwe von Guillaume IV. de Vienne (siehe oben); ⚭ II 1. Dezember 1268 Alix von Burgund, 1273 Gräfin von Auxerre, 1279 Dame de Saint-Aignan, * wohl 1254, † 1290, Tochter von Odo von Burgund, Graf von Auxerre, Nevers und Tonnerre (Älteres Haus Burgund); ⚭ III 5. September 1290 Marguerite de Beaujeu, 1338 bezeugt, Tochter von Louis, Sire de Beaujeu, und Eleonore von Savoyen (Haus Albon) – Vorfahren siehe oben
  1. (II) Wilhelm (Guillaume), X 9. August 1304 bei Mons-en-Puelle, 1290 Comte d’Auxerre, 1292 Comte de Tonnerre; ⚭ 12. Januar 1292 Eleonore von Savoyen, † 1324, Tochter von Amadeus V., Graf von Savoyen (Haus Savoyen), sie heiratete in zweiter Ehe 1305 Dreux V. de Mello, Seigneur de l’Hermine, † 1311 (Haus Mello), und in dritter Ehe Jean I., Comte de Forez, † 3. Juli 1334
    1. Johann (Jean) II., * 1292, † 1362, 1304 bezeugt, bis 1314 minderjährig, Comte d’Auxerre, Seigneur de Rochefort et de Saint-Aignan, kämpft in der Schlacht von Crécy (1346) und der Schlacht bei Maupertuis (1356), 1357/61 in Gefangenschaft in London; ⚭ 1317 Alix von Mömpelgard, Dame de Montfleur, 1362 bezeugt, Tochter von Reinald von Burgund, Graf von Mömpelgard (Haus Burgund-Ivrea)
      1. Johann (Jean) III., genannt „le Chevalier blanc“, † wahnsinnig 1379, Comte d’Auxerre bis 1370, Comte de Tonnerre, Seigneur de Boutavant et de Dramelay; ⚭ 1334 Marie Crespin du Bec, Tochter von Guillaume, Ritter, und Mahaut de Beaumetz (Haus Crespin)
        1. Johann (Jean) IV., † 1370 in Poligny, Seigneur de Rochefort, de Boutavant, d’Arinthod et de Dramelay
        2. Ludwig (Louis) I., genannt „le Chevalier vert“, † 1398, 1378 Comte de Tonnerre, Seigneur de Saint-Aignan; ⚭ I 1376 Marie de Parthenay, Tochter von Guillaume VII., Sire de Parthenay, und Jeanne de Mathefelon; ⚭ II Jeanne de La Baume
          1. (I) Ludwig (Louis) II. (Zwilling), 1397 Seigneur de Châtelbelin, d’Orgelet, de Monnet, de Montaigu, de Lons-le-Saunier, de Bournay, de Saint-Julien, de Saint-Aubin, d’Hotelans, d’Aumur et de Chay, 1398 Comte de Tonnerre; ⚭ 1402, verstoßen, Marie de La Trémoille, † wohl 1433, Tochter von Guy VI., Comte de Guînes etc.
            1. (unehelich, Mutter: Marie de Périllos) Jean Bâtard de Chalon, Seigneur de Valençay; ⚭ Jeanne l’Orfèvre d’Ermenonville, 1447 bezeugt

          2. (I) Wilhelm (Guillaume) (Zwilling), 1405/07 bezeugt, Komtur des Johanniterordens
          3. (I) Johann (Jean), X 25. Oktober 1415 in der Schlacht von Azincourt, Seigneur de Ligny-le-Châtel
          4. Hugo (Hugues), X 1424 in der Schlacht von Verneuil Seigneur de Cruzy, 1423 Comte de Tonnerre, Sire de Châtelbelin, ⚭ vor 1423 Catherine (Jeanne) de L’Île-Bouchard, † 1. Juli 1474, Erbtochter von Jean Baron de l’Isle-Bouchard und Jeanne de Bueil, Witwe von Jean des Roches, sie heiratete in zweiter Ehe Pierre de Giac, † enthauptet 1426, und in dritter Ehe am 2. Juli 1426 Jean de La Trémoille, Comte de Guînes etc. († 6. Mai 1446)
          5. Johanna (Jeanne), † wohl 1440, 1424 Comtesse de Tonnerre; ⚭ 10. August 1400 Jean II. de la Baume, Seigneur de Valusin etc. † 1420/35 (La Baume-Montrevel)
          6. Marguerite, † nach 1443, Dame de Saint-Aignan; ⚭ 1409 Olivier de Husson – ihre Nachkommen sind die weiteren Grafen von Tonnerre
          7. Marie, † vor 1412, Dame de Laignes et de Grisselles; ⚭ 1400 Guillaume d’Estouteville (Haus Estouteville)

        3. Marguerite, 1376 bezeugt
        4. Mahaut, 1355/56 bezeugt; ⚭ Jean II., Sire de Sainte-Croix, Seigneur de Savigny-en-Revermont
        5. (unehelich, Mutter unbekannt) Henri, † 1400, Châtelain de Saint-Aubin
        6. (unehelich, Mutter unbekannt) Jean, † 1402, Gruyer et Capitaine d’Auxerre, begraben in Baume-les-Moines
        7. (unehelich, Mutter unbekannt) Aimé, † 16. Februar 1431, Abt in Baume-les-Moines, dort auch begraben
        8. (unehelich, Mutter unbekannt) Hugues, † 1399, Prior zu Jouhe
        9. (unehelich, Mutter: Perrette Darnichot) 2 Töchter, 1370 bezeugt

      2. Wilhelm (Guillaume), † in England als Geisel wohl 1360, Seigneur de Chavannes et de Dramelay, 1357 Gouverneur von Auxerre; ⚭ Jeanne de Châteauvillain, † 1375/99, Tochter von Jean III. (Maison de Broyes), Witwe von Jean I. Sire de Thil, heiratete in dritter Ehe Hugues III. de Vienne-Saint-Georges, † 1361, in vierter Ehe Arnaud de Cervolles genannt l’Archiprêtre, † 1366 vor September, und in fünfter Ehe Enguerrand de Hesdin, † 7. März 1391
      3. Humbert, † nach 1362, Seigneur de Montjay, Domherr in Chartres, 1339 Domherr in Tournai
      4. Tristan, † ermordet 1369, Seigneur de Châtelbelin; ⚭ I Jeanne de Vienne, † 1365, Tochter von Philippe, Seigneur de Pymont, und Huguette de Sainte-Croix, Dame de Chay; ⚭ II Beatrix de La Baume, † 1368, Tochter von Guillaume und Clémence de La Palu, Witwe von Simon de Saint-Amour
        1. (I) Jean, † 1396 in Ungarn (wohl X 28. September 1396 in der Schlacht von Nikopolis), Seigneur de Châtelbelin; ⚭ (Ehevertrag vom 23. Mai 1382) Johanna von Ghistelles, † Februar 1423/31 Tochter von Johann VI., Herr von Ghistelles, sie heiratete in zweiter Ehe Jean I. de Neufchâtel, Seigneur de Montaigu, Ritter des Ordens vom Goldenen Vlies, † April 1433
        2. (I) Alix; ⚭ I François de Sassenage; ⚭ II Guillaume de Saulieu

      5. Marguerite, † 11. Oktober 1378, Dame de Courtenot, de Lantages et de Chesley; ⚭ I 14. März 1329 Johann von Savoyen-Vaud, X 21. Juni 1339 bei Laupen (siehe Laupenkrieg) (Haus Savoyen); ⚭ wohl II Henri de Sainte-Croix
      6. Jeanne, Dame de Nancuise, † wohl 1342; ⚭ 1335 Thiébaut V. Sire de Neufchâtel, † wohl 1366
      7. Beatrice, Dame de Mongefond; ⚭ (Dispens 10. Juli 1342) Humbert de Thoire et de Villars
      8. Henriette, Dame de Binant; ⚭ 1338 Hugues de Vienne, Seigneur de Pagny
      9. Louise, † 1394, 1373/86 Äbtissin von Baume-les-Dames, tritt zurück
      10. Eleonore, † 8. August 1374, 1350 Äbtissin von Remiremont
      11. Isabelle, 1385 geistlich in Château-Chalon
      12. (unehelich, Mutter: Alix de Thielley) Jean, Seigneur de Oliferne, 1345 bezeugt

    2. Johanna (Jeanne), 1362 bezeugt, 1304 Comtesse de Tonnerre; ⚭ 8. Juni 1321 Robert von Burgund, 1321 Comte de Tonnerre, † 19. Oktober 1334, (Älteres Haus Burgund)

## Zweig Arlay
1. Johann (Jean) I., * 1259, † nach 16. April 1316, 1267 Seigneur d’Arlay, 1297/98 Marschall des Bischofs von Lüttich (d. h. seines Bruders Hugo); ⚭ I (Ehevertrag vom 26. September 1272) Margarete von Burgund, 1300 Dame de Vitteaux, † nach 1300, Tochter von Hugo IV., Herzog von Burgund (Älteres Haus Burgund); ⚭ II um 1312 Alix von Flandern, Tochter von Wilhelm IV. ohne Land, Herr von Dendermonde und Crèvecœur (Haus Dampierre) – Vorfahren sie oben
  1. (I) Hugo (Hugues) I., † 4. Dezember 1322, Ritter, Sire d’Arlay et de Vitteaux; ⚭ 13. Februar 1302 Beatrix de La Tour, * nach 1273, † 10. Juni 1347, Tochter von Humbert I. de la Tour-du-Pin, 1281 Dauphin von Viennois (Haus La Tour-du-Pin)
    1. Johann (Jean) II., † 25./26. Februar 1362, Ritter, Sire d’Arlay, d‘Arguel et de Cuiseaux; ⚭ I vor 1332 Marguerite de Mello, Dame de l’Hermine, † 1360, Tochter von Dreux IV. de Mello (Haus Mello) und Eleonore von Savoyen, Witwe von Maurice de Craon; ⚭ II 1361 nach dem 3. Oktober Marie von Genf, † nach 28. August 1396, Tochter von Amadeus II., Graf von Genf, sie heiratete in zweiter Ehe 1368 Humbert de Thoire et de Villars
      1. (I) Jean, † ermordet 1360, Seigneur d‘Auberive; ⚭ 1355 Margareta von Lothringen, † nach 9. August 1376, Tochter von Friedrich IV., Herzog von Lothringen (Matfriede), sie heiratete in zweiter Ehe vor 14. Februar 1364 Ulrich IV. Herr von Rappoltstein, † 11. Juli/5. September 1377
      2. (I) Hugo (Hugues) II., *1334, † 1388, Ritter, Sire d’Arlay; ⚭ (Dispens 2. Juli 1363) Blanche von Genf, Dame de Frontenay, † 1420, Tochter von Amadeus II., Graf von Genf
      3. (I) Ludwig (Louis) I., † 1366, Sire d’Arguel et de Cuiseaux; ⚭ 1360 Marguerite de Vienne, † nach 1399, Tochter von Philippe III. de Vienne, Seigneur de Pymont et de Ruffey, und Huguette de Sainte-Croix
        1. Johann (Jean) III., † 2. September 1418 in Paris an der Pest, Sire de Cuiseaux et de Vitteaux, 1388 Sire d’Arlay, 1393 Prince d’Orange, 1396 Sire d’Arguel; ⚭ (Ehevertrag vom 11. Mai 1386) Marie des Baux, 1393 Princesse d’Orange, † Oktober 1417, Erbtochter von Raymond V. des Baux, Prince d’Orange, und Johanna von Genf (Haus Les Baux)
          1. Ludwig II. der Gute (Louis II. le Bon), * 1390, † 3. Dezember 1463, 1417 Prince d’Orange, Seigneur d’Orbe, d’Echallens, de Grandson etc.; ⚭ I April 1411 (Dispens 10. Januar 1398) Johanna von Mömpelgard, Dame de Montfaucon etc., † 14. Mai 1445, Tochter von Heinrich, Graf von Mömpelgard; ⚭ II 26. September 1446 Eléonore d’Armagnac, † 6./11. Dezember 1456, Tochter von Jean IV., Graf von Armagnac (Haus Lomagne), und Isabella von Aragón, Infantin von Navarra; ⚭ III Blanche de Gamaches, † 14. Mai 1474, Tochter von Guillaume de Gamaches und Marguerite de Corbie, Witwe von Jean de Châtillon, Seigneur de Troissy
            1. (I) Wilhelm (Guillaume) VIII., † 27. Oktober 1475, 1463 Prince d’Orange, Sire d’Arlay, d’Arguel etc.; ⚭ (Ehevertrag vom 19. August 1438) Catherine von Bretagne, Dame de l’Eine-Gandin, de la Ferté-Milon, de Nogent-l’Artaud, de Gandelu etc., * wohl 1428, † vor 22. April 1476, Tochter von Richard von Bretagne, Graf von Étampes (Haus Frankreich-Dreux)
              1. Johann (Jean) IV., † 25. April 1502, 1475 Prince d’Orange, Sire d’Arlay et d’Arguel, französischer Rat und Kämmerer; ⚭ I 21. Oktober 1467 Jeanne de Bourbon, † 10. Juli 1493, Tochter von Charles I., Herzog von Bourbon (Bourbonen); ⚭ II Januar 1494 Philiberte von Luxemburg, Comtesse de Charny, † Mai 1539, Tochter von Antoine I., Graf von Brienne (Haus Luxemburg-Ligny)
                1. (II) Claude, * 1498, † 31. Mai 1521; ⚭ Mai 1515 Heinrich III., Graf von Nassau, Herr zu Breda etc., Ritter des Ordens vom Goldenen Vlies (Haus Nassau)
                2. (II) Philibert, * März 1502, X 5. August 1530 vor Florenz, 1502 Prince d’Orange et de Melfi, Duca di Gravina, Seigneur de Rougemont, de Nozeroy, d‘Orgelet, de Montfaucon, d‘Arlay, Vicomte de Besançon, Comte de Tonnerre, de Charny et de PenthIèvre, 1528 Vizekönig von Neapel, kaiserlicher Generalleutnant, Ritter des Ordens vom Goldenen Vlies
                  1. – Erbe wurde sein Neffe Renatus von Nassau (1519–1544), der 1530 Fürst von Orange und Graf von Chalon wurde (Haus Oranien-Nassau)

            2. (II) Ludwig (Louis), X 2. März 1476 in der Schlacht bei Grandson, Seigneur de Châtel-Guyon[1], Ritter des Ordens vom Goldenen Vlies
            3. (II) Hugo (Hugues), † 3. Juli 1490, Seigneur d’Orbe et de Châtel-Guyon, ⚭ 24. August 1479 Luise von Savoyen, * 28. Dezember 1461, † 24. Juli 1503, 1493 Nonne in Sainte-Clarisse in Orbe, seliggesprochen, Tochter von Amadeus IX., Herzog von Savoyen (Haus Savoyen)
            4. (II) Philippine, † 1507, Nonne in Sainte-Clarisse in Orbe
            5. (II) Johanna (Jeanne), † 15. September 1483, ⚭ 25. März 1472 Louis de Seyssel, Comte de La Chambre, † 15. September 1483

          2. Johann (Jean), † 1462, Seigneur de Bercher, 1409 Sire de Vitteaux, ⚭ I 1424 Jeanne de La Trémoille, † 1454, Tochter von Guy VI., Comte de Guînes; ⚭ II Marie d’Enghien, † nach 20. Juni 1461, Tochter von Englebert II., Sire de Ramerupt (Haus Enghien)
            1. (I) Charles, 1467 Graf von Joigny, Sire de Vitteaux; ⚭ Jeanne de Banquetin, † nach 1495, Tochter von Jacques, Seigneur de Beaupré, und Marie de Mailly, Witwe von Artus de Châtillon, Seigneur de La Ferté-en-Ponthieu
              1. Charlotte, Comtesse de Joigny, Dame de Vitteaux, ⚭ I (Ehevertrag vom 9. September 1480) Adrien de Sainte-Maure, Comte de Nesle et de Joigny, † 4. August 1504; ⚭ II François de Tourzel, Seigneur de Précy – Nachkommen aus 1. Ehe: die weiteren Grafen von Joigny

            2. (I) Antoine, † 8. Mai 1500, 1467 Apostolischer Protonotar, 1483 Bischof von Autun
            3. (I) Louis, Seigneur de l’Isle-sous-Montréal 1467
            4. (I) Bernard, 1467 Seigneur de Grignon et d’Arcenay; ⚭ Marie de Rougemont
              1. Thibaut, † 1511, Seigneur de Grignon

            5. (I) Léonard, 1467/94 Seigneur de l’Orme
            6. (I) Marguerite, ⚭ I 1439 Jean de Bauffremont, Seigneur de Mirebeau; ⚭ II Jean de Rye
            7. (I) Isabelle, 1467 bezeugt; ⚭ Liébaud de Choiseul, Seigneur de Dracy-le-Fort
            8. (I) Alix, 1467 bezeugt;⚭ Guillaume de Valangin, 1443/83 bezeugt

          3. Hugo (Hugues), † Juli 1426, Sire de Cuiseaux
          4. Alix, † 1457, Dame de Bussy; ⚭ 1410 Guillaume de Vienne, Seigneur de Saint-Georges
          5. Marie, † 1465, Dame de Cerlier (Erlach); ⚭ 23. Oktober 1416 Johann von Freiburg, Graf von Neuenburg, † 9. Februar 1458

        2. Heinrich (Henri), X 11. September 1396, Sire d’Arguel

      4. (I) Marguerite, * wohl 1338, † Juli 1392; ⚭ (Ehevertrag 13. August 1356) Stephan von Montfaucon, Graf von Mömpelgard, † 2. November 1397
      5. (I) Beatrix, † nach Juli 1402, Dame de Broyes; ⚭ 4. August 1362 Antoine de Beaujeu, † 14. August 1374
      6. (I) Johanna (Jeanne), † 1380; ⚭ Jean de Vergy, Seigneur de Champlitte (Haus Vergy)

    2. Ludwig (Louis), 1322 bezeugt
    3. Hugo (Hugues), † 1340, 1322 Seigneur de la Rivière
    4. Jakob (Jacques), Sire de Vitteaux

  2. (I) Johann (Jean) I., * 1300, † Mai/Juni 1335, 1316 Domherr in Langres und Besançon, 1317 Domherr in Paris, 1318 Domdekan in Langres, 1325 Bischof von Basel, ab 1328 Administrator, 1328 Bischof von Langres, Pair von Frankreich
  3. (I) Isabelle, † 1352/59, Dame de Joigny, de Broyes et de Chavannes; ⚭ 9. Juli 1309 Ludwig II. von Savoyen, Herr der Waadt, † 1349
  4. (II) Catherine
  5. (II) Jeanne; ⚭ Jean IV. Comte de La Chambre